# Narodowy Instytut Onkologii im. Marii Skłodowskiej-Curie – Państwowy Instytut Badawczy Oddział w Gliwicach
Narodowy Instytut Onkologii im. Marii Skłodowskiej-Curie – Państwowy Instytut Badawczy Oddział w Gliwicach – oddział Narodowego Instytutu Onkologii im. Marii Skłodowskiej-Curie – Państwowego Instytutu Badawczego znajdujący się w Gliwicach przy ulicy Wybrzeże Armii Krajowej. W 2009 roku placówka dysponowała 479 łóżkami.

## Historia
Oddział gliwicki powstał w 1951, na podstawie rozporządzenia Rady Ministrów, w wyniku połączenia istniejącego od 1947 Państwowego Instytutu Przeciwrakowego w Gliwicach z Instytutem Onkologii w Krakowie i Instytutem Radowym w Warszawie. Trzy połączone placówki utworzyły placówkę dziającą od 2020 pod nazwą Narodowy Instytut Onkologii im. Marii Skłodowskiej-Curie – Państwowy Instytut Badawczy z siedzibą w Warszawie i z oddziałami w Gliwicach i Krakowie.

## Cyklotron
20 września 2010 nastąpiło oficjalne otwarcie nowoczesnego cyklotronu, który służyć będzie do produkcji radioaktywnych izotopów potrzebnych przy diagnozowaniu i leczeniu nowotworów. Jest to pierwsze w Polsce i jedno z niewielu takich urządzeń w Europie.

## Nóż cybernetyczny
W grudniu 2010 w placówce w Gliwicach uruchomiono pierwszy w Polsce nóż cybernetyczny, pozwalający leczyć nowotwory przez precyzyjne napromienianie.